# Guwahati
Guwahati (assamski:গুৱাহাটী) – miasto w północno-wschodnich Indiach, nad Brahmaputrą. Około 900 tys. mieszkańców. Wewnątrz Guwahati znajduje się Dispur – stolica stanu Asam
W mieście służył polski salezjanin, misjonarz Leon Piasecki.

## Obiekty kultu
- Kamakhja Mandir – świątynia znajduje się na szczycie Nilaczal 10 km na płd.-zach. od śródmieścia. Jest jednym z największych indyjskich ośrodków kultu tantrycznego. W przeszłości składano tutaj bóstwom ofiary z ludzi.
- Śukhleśwar Dźanardhan – świątynia z X w. przebudowana w XVII w.
- Nawagraha Mandir – świątynia Dziewięciu Planet. Miejsce to było dawniej ważnym centrum astrologii i nazywało się Wschodnie Miasto Astrologii.
- Shri Purnanand Ajapa Yoga Sansthan (tzw. Kalipur aśram) – aśram adźapajogi położony na wzgórzach Kamakhya w małej miejscowości Bhutnah w pobliżu Guwahati 26°31′04″N 80°14′30″E/26,517778 80,241667. Miejsce mahasamadhi Guru Bhumananda Paramahansa, guru linii adźapajogi[1][2]